# Autographa labrosa
Autographa labrosa är en fjärilsart som beskrevs av Augustus Radcliffe Grote 1874. Autographa labrosa ingår i släktet Autographa och familjen nattflyn. Inga underarter finns listade i Catalogue of Life.